# 中国人民解放军西北林业建设兵团
中国人民解放军西北林业建设兵团是1966年成立的以植树造林、水土保持为工作的林业准军事单位。

## 历史
黄土高原的水土流失问题严重影响了这一地区社会经济的发展。
1964年8月根据谭震林副总理的批示精神，黄河中游水土保持委员会在西安正式成立。归口国家水利电力部。
1965年8月6日，中共中央西北局按照党中央、国务院的部署，作出《关于建立黄河中游水土保持建设兵团的决定》（简称“西北水保兵团”），指出黄河中游水土保持建设兵团的任务是在水土流失严重、人烟稀少的崐地区造林种草，结合建设一些必要的水土保持工程、控制水土流失，并帮助和指导周围人民公社做好水土保持工作。新疆生产建设兵团调出一批领导干部和业务骨干支援，其中农八师政委鱼正东任兵团副司令员。初步打算，黄河中游水土保持建设专业队伍前三年试办，后两年适当发展。五年内计划发展三万到五万人。试办期间主要抓好四件事：
1. 搭架子，配备骨干
2. 抓生产、生活，建立基地
3. 调查研究，制订发展规划
4. 办好大样板

1966年任命邢昆山为甘肃省水土保持建设师师长，后改任政委，王文安任师长。
1966年2月1日至22日 林业部在北京召开全国林业工作会议，总结了16年来林业建设的经验，讨论了第三个五年计划期间林业建设的方针任务。2月23日周恩来总理接见出席全国林业工作会议的各省、自治区林业厅(局)长和黄河中游水土保持建设兵团、林业部的负责同志，说：“兵团要搞试点，要深入林区，面向林子，才能建设林区。”“西北地区造林要集中在黄河泥沙主要来源地区，不要孤零零地分散搞。分散了，投资很大，功效很小，起不了多大作用。”“营林是建设社会主义，我们不能吃光了就算，当败家子。”针对西北地区的特殊条件他指出：“西北黄土高原搞了多少年造林啦？劳大功小，要很好总结经验。”“林业工作要面向全国，依靠全党全民，要两条腿走路。林业部过去只注意林区采伐，我看主要任务还是造林。工业犯了错误，一二年就可能转过来，林业和水利上犯了错误，多少年也翻不过身来。我最担心的，一个是治水治错了，一个是林子砍多了。治水治错了，树砍多了，下一代人也要说你。我国森林覆盖率只有10%多一点。16年来，全国砍多于造，是亏了。20世纪还剩下三十几年，再亏下去不得了。造林是百年大计，要好好搞。”周恩来要求西北地区成立一个统管农林和水土保持的领导小组，协调好各方面的工作，“植树造林是百年大计，总得坚持到21世纪。”
1966年3月中共中央西北局根据周恩来讲话精神，4月决定将“黄河中游水土保持建设兵团”番号改为“中国人民解放军西北林业建设兵团”，兵团所辖各师，按陕、甘、宁顺序排为第一、第二、第三师，并在青海省建立一个独立团。1966年4月8日中央军委批准惠中权兼任中国人民解放军西北林业建设兵团司令员，李登瀛任政治委员，鱼正东任副司令员。林建师的经营方针是以林为主，农、林、牧、副业综合发展。业务工作由中央林业部和省林业主管部门领导。党、政工作，按师、团、连顺序分别受省、专、县党、政和兵团组织的双重领导，以省、专、县党政领导为主。团以下不设连而设场。
1968年9月16日林业部军管会向中共中央、国务院、中央军委等提出《关于解决西北林业建设兵团建制等问题的意见》，建议撤销兵团部机关，兵团所属各师、独立团划归所在省、自治区建制，生产由省、自治区统一安排。
1969年9月20日根据国务院通知要求撤销黄河中游水土保持委员会。1969年9月，国务院、中央军委通知撤销西北林业建设兵团，兵团下属各师分别划归所在省（区）革命委员会领导。